# Rudna (gemeente)
De gemeente Rudna is een landgemeente in het Poolse woiwodschap Neder-Silezië, in powiat Lubiński.
De zetel van de gemeente is in Rudna.
Op 30 juni 2004 telde de gemeente 7079 inwoners.

## Oppervlakte gegevens
In 2002 bedroeg de totale oppervlakte van gemeente Rudna 216,6 km², waarvan:
- agrarisch gebied: 52%
- bossen: 34%

De gemeente beslaat 30,42% van de totale oppervlakte van de powiat.

## Demografie
Stand op 30 juni 2004:
| Omschrijving                   | Totaal | Totaal | Vrouwen | Vrouwen | Mannen | Mannen |
| ------------------------------ | ------ | ------ | ------- | ------- | ------ | ------ |
| eenheid                        | aantal | %      | aantal  | %       | aantal | %      |
| inwoners                       | 7079   | 100    | 3545    | 50,1    | 3534   | 49,9   |
| bevolkingsdichtheid (inw./km²) | 32,7   | 32,7   | 16,4    | 16,4    | 16,3   | 16,3   |

In 2002 bedroeg het gemiddelde inkomen per inwoner 2943,85 zł.

## Administratieve plaatsen (sołectwo)
Brodowice, Brodów, Bytków, Chełm, Chobienia, Ciechłowice, Gawronki, Gawrony, Górzyn, Gwizdanów, Juszowice, Kębłów, Kliszów, Koźlice, Miłogoszcz, Mleczno, Naroczyce, Nieszczyce, Olszany, Orsk, Radomiłów, Radoszyce, Rudna, Rynarcice, Stara Rudna, Studzionki, Toszowice, Wądroże, Wysokie.

## Aangrenzende gemeenten
Grębocice, Jemielno, Lubin, Niechlów, Pęcław, Polkowice, Wińsko, Ścinawa